# Fritz Stamer (Pianist)
Fritz „Fred“ Stamer (auch Fred Steamer, * um 1900; † unbekannt) war ein deutscher Jazz- und Unterhaltungsmusiker (Piano, Celesta).

## Leben und Wirken
Stamer spielte 1924 auf dem Plattenlabel Acme eine erste Solo-Schallplatte ein („Rufeneddy“); im selben Jahr mit der Formation Acme Five den Titel „Worried“. Im Hauptberuf war er in dieser Zeit Geschäftsführer eines Musikalienladens. In den 1930er-Jahren arbeitete er in Paris mit Josephine Baker and Le Melodic Jazz du Casino de Paris, in Berlin in den Orchestern von Kurt Engel, Otto Stenzel sowie im Duo mit Georg Haentzschel, ab 1939 bei Ernst Weiland. 1942 begleitete er die Sängerin Helga Wille („Mamatschi“/„Briefe aus der Heimat“, Telefunken A19465); 1943 nahm er unter eigenem Namen für Grammophon auf („Ich warte auf dich“ und „Mach dir nichts daraus“). Fritz Stamer spielte mit „In der Nacht ist der Mensch nicht gern alleine“ (aus dem Marika-Rökk-Farbfilm Die Frau meiner Träume von 1944) Anfang 1945 eine der letzten Schallplatten des Dritten Reichs ein. Im Bereich des Jazz war er zwischen 1924 und 1943 an 22 Aufnahmesessions beteiligt. Stamer stand 1944 in der Gottbegnadeten-Liste des Reichsministeriums für Volksaufklärung und Propaganda.